# VH2
VH2 foi um canal de televisão de propriedade da MTV Networks Europe irmão do VH1 no Reino Unido. Foi lançado em 2003 e lentamente se tornou um canal de indie rock, voltado principalmente para homens na faixa etária de 25 a 34 anos. Ele exibia principalmente videoclipes e documentários sobre os artistas tocados pelo VH2.
O VH2 era a versão alternativa do já conhecido VH1, porém diferente da MTV 2. Devido a novas regras sobre campanhas publicitárias de ringtones no Reino Unido, o VH2 foi encerrado em agosto de 2006 para dar lugar a MTV Flux.